# Sepullia nigropunctata
Sepullia nigropunctata är en insektsart som beskrevs av Carl Stål 1866. Sepullia nigropunctata ingår i släktet Sepullia och familjen spottstritar. Inga underarter finns listade i Catalogue of Life.